# 가야IBS
가야IBS(伽倻-)은 태영운송그룹 계열 경상남도 김해시 자회사이자 경상남도 김해시 생림대로 95-31 (삼계동)에 본사를, 김해시 골든루트로66번길 143 (풍유동)에 본점을 둔 버스 운송 업체이다. 
주로 김해시 지역과 부산광역시, 창원시 지역을 기점으로 하는 노선을 운행한다.
방계회사로는 공항버스 업체인 태영공항리무진, 부산시내버스 업체인 태영버스, 부산마을버스 업체인 녹산교통, 부경버스, 성진버스, 태영교통, 양산마을버스 업체인 양산BS 및 김해시 시내버스 업체인 동부교통, 김해BUS 등을 두고 있다.

## 역사
1988년 5월 1일 동신버스(현 김해여객)으로 분리 창업하여 초기에는 삼부여객이라는 이름으로 운행했었으나 부도 후 2001년 태영운송그룹이 인수, 가야여객으로 변경되었으며 그 후 현재의 이름으로 바뀌었다.

## 차고지
- 풍유동 차고지(본사): 경상남도 김해시 골든루트로66번길 143 (칠산서부동) (5-1, 6, 30, 시/종착)
- 삼계 영업소: 경상남도 김해시 생림대로 95-31 (삼계동) (1, 1-1, 8, 58, 59번 시/종착)
- 외동 영업소: 경상남도 김해시 내외동 24 (14-1, 21, 21-1번 시/종착)
- 선암 영업소: 경상남도 김해시 대동면 대동로 72 (97, 98번 시/종착)

## 운행 노선

### 풍유동 본사 노선
- ● 5-1번: 풍유동차고지 → 내외신도시 → 연지우체국 → 구산백조A → 매정 → 감분마을(삼계정수장) → 매정 → 구산백조A → 연지우체국 → 내외신도시 → 일동한신A → 풍유동차고지 (전 차량 저상버스 운행)
- ● 30번: 풍유동차고지 - 외동터미널 - 김해세무서 - 수로왕릉 - 주촌농협 - 원지 - 덕암
- ● 97-1번 (좌석) : 풍유동차고지 → 덕정 → 창원터널 → 대방동 → 창원대학교(종점) → 까치A → 은아A → 창원터널 → 덕정사거리 → 풍유동차고지 (입석 금지 노선)
- ● 98-1번 (좌석) : 풍유동차고지 → 덕정 → 창원터널 → 은아A → 까치A → 창원대학교(종점) → 대방동 → 창원터널 → 덕정사거리 → 풍유동차고지 (입석 금지 노선)

### 삼계 영업소 노선
- ● 1번: 삼계정수장 - 가야대학교 - 금강병원 - 김해시청 - 인제대 - 지내동(경남은행)
- ● 1-1번: 삼계정수장 - 삼계초등학교 - 금강병원 - 김해시청 - 인제대 - 안동공단입구
- ● 8번: 삼계정수장 - 가야대학교 - 매정 - 백조A후문 - 김해문화의전당 - 내외동문화의집 - 김해시보건소 - 활천고개 - 인제대학교 - 한일여자고등학교 - 평강역 - 대저119안전센터 - 강서구청역 - 덕천역 - 만덕2터널 - 동래역 - 온천장역 - 부산대학교(장전동역)
- ● 58번 (좌석) : 삼계정수장 → 연지공원 → 일동한신A → 장유농협 → 장유3동 → 장유도서관 → 창원터널 → 대방동 → 사파동 → 도청 → 창원대학교(종점) → 명곡광장 → 창원터미널 → 창원문성대학교 → 상남시장 → 창원터널 → 장유도서관 → 장유3동 → 일동한신아파트 → 연지공원 → 삼계정수장 (입석 금지 노선)
- ● 59번 (좌석) : 삼계정수장 → 연지공원 → 일동한신A → 장유농협 → 장유3동 → 대청계곡 → 창원터널 → 상남시장 → 창원문성대 → 창원터미널 → 명곡광장 → 창원대학교(종점) → 도청 → 사파동 → 대방동 → 창원터널 → 대청계곡 → 장유3동 → 일동한신A → 연지공원 → 삼계정수장 (입석 금지 노선)

### 외동 영업소 노선
- ● 3-1번: 외동차고지 - 김해세무서 - 동아그린Apt - 칠산참외마을 - 롯데아울렛 - 율하푸르지오4단지 (2018년 2월 김해BUS에서 이관받은 노선이다.)
- ● 14-1번: 외동차고지 - 금강병원 - 구산동 - 조은금강병원 - 삼계 - 명동 - 진영역 - 진영터미널 - 진영센텀큐브 - 금병초등학교 - 서재골공원 - 주천교 - 중포교 - 진영패션아울렛 (2018년 2월 22일 신설)
- ● 21번: 외동터미널 - 금강병원 - 수로왕릉 - 일동한신A - 풍유동 - 장유농협 - 석봉마을 - 장유도서관 - 덕정 - 팔판마을1단지 - 장유3동주민센터 - 율하푸르지오3,4단지 - 율하중심상가 - 유적체육공원 - 관동초등학교
- ● 21-1번: 외동터미널 - 금강병원 - 수로왕릉 - 주촌농협 - 유하 - 장유초등학교 - 쌍용예가 - 메가병원 - 대청중학교 - 대청초등학교 (기존 21번에서 분리 신설)

### 선암 영업소 노선
- ● 97번 (좌석) : 선암 → 지내동 → 인제대 → 동상동 → 수로왕릉 → 일동한신A → 덕정 → 창원터널 → 대방동 → 창원대학교(종점) → 까치A → 은아A → 창원터널 → 덕정사거리 → 일동한신A → 수로왕릉 → 동상동 → 인제대 → 지내동 → 선암 (입석 금지 노선)
- ● 98번 (좌석) : 선암 → 지내동 → 인제대 → 동상동 → 수로왕릉 → 일동한신A → 덕정 → 창원터널 → 은아A → 까치A → 창원대학교(종점) → 대방동 → 창원터널 → 덕정사거리 → 일동한신A → 수로왕릉 → 동상동 → 인제대 → 지내동 → 선암 (입석 금지 노선)

### 이전 보유 노선
- ● 6번: 외동차고지 - 김해보건소 - 동상동 - 중부경찰서 - 강동 - (이양지) - 화목(죽동) (2018년 2월 22일 김해BUS로 양도)
- ● 14번: 외동터미널 - 금강병원 - 김해여고 - 구산백조A - 조은금강병원 - 신천 - 명동 - 빙그레 - 진영역 - 진영시외터미널 - 금산초등학교 (2018년 2월 태영고속 140번으로 통폐합 운행)
- ● 59-1번: 외동터미널 - 금강병원 - 매정 - 망천1구 - 안하 - 분절 - 봉림(생림면사무소) (2015년 4월 김해BUS로 양도)

## 역대 보유 차량

#### 자일대우버스
- 자일대우 NEW BS106
- 자일대우 NEW BS110

#### 현대자동차
- 현대 뉴 슈퍼 에어로시티
- 현대 저상 뉴 슈퍼 에어로시티
- 현대 일렉시티

#### 우진산전
- 우진산전 아폴로 1100 (21번 한정)

#### 골든 드래곤
- 골든 드래곤 GD 11

## 같이 보기
- 동부교통
- 태영버스